# جین فاولر جونیور
جین فاولر جونیور (انگلیسی: Gene Fowler Jr.؛ ۲۷ مه ۱۹۱۷ – ۱۱ مه ۱۹۹۸) یک تدوین‌گر اهل ایالات متحده آمریکا بود.
وی تدوین‌گر فیلم‌هایی همچون داستان‌های منهتن، جلادان هم می‌میرند (۱۹۴۳)، محکم دارشان بزن (۱۹۶۸) و دنیای دیوانه، دیوانه، دیوانه، دیوانه (۱۹۶۳) بوده است.